# Дрё (округ)
Дрё (фр. Dreux) — округ (фр. Arrondissement) во Франции, один из округов в регионе Центр (регион Франции). Департамент округа — Эр и Луар. Супрефектура — Дрё.
Население округа на 2006 год составляло 126 176 человек. Плотность населения составляет 84 чел./км². Площадь округа составляет всего 1501 км².